# Vrachtwagencabine
Een vrachtwagencabine, ook wel bestuurderscabine, is de behuizing van waaruit de vrachtwagenchauffeur zijn vrachtwagen bedient. In de cabine zitten de stoelen voor de bestuurder, het dashboard, de bediening voor de versnellingbak en de pedalen. 

## Versies
Men kan onderscheiden:
- torpedocabine: de cabine is achter de motor, die zich boven de vooras bevindt, geplaatst. De  motor is voor onderhoud via de motorkap van buitenaf bereikbaar. Deze cabine worden vooral toegepast voor voertuigen waar niet de lengte, maar het voertuiggewicht bepalend is (bijvoorbeeld kiepwagens).
- frontstuurcabine: de cabine is vóór of boven de vooras geplaatst. Hierdoor bevindt de stuurkolom zich ook vóór of boven de vooras. Vroeger was de motor voor onderhoud via een demontabele motorkap van binnenaf bereikbaar, bij moderne vrachtwagens is de cabine kantelbaar om de motor bereikbaar te maken. De frontstuurcabine wordt gebruikt om een maximale laadruimte te creëren binnen de wettelijke eisen voor de voertuiglengte.

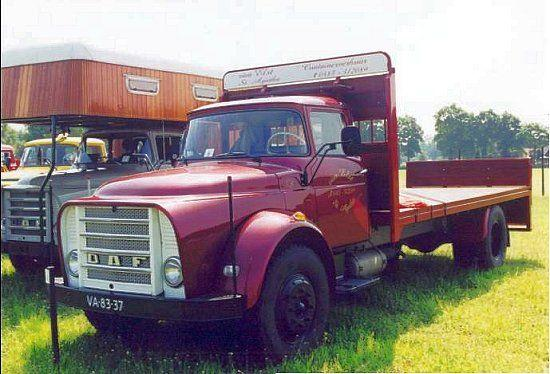
DAF Torpedo
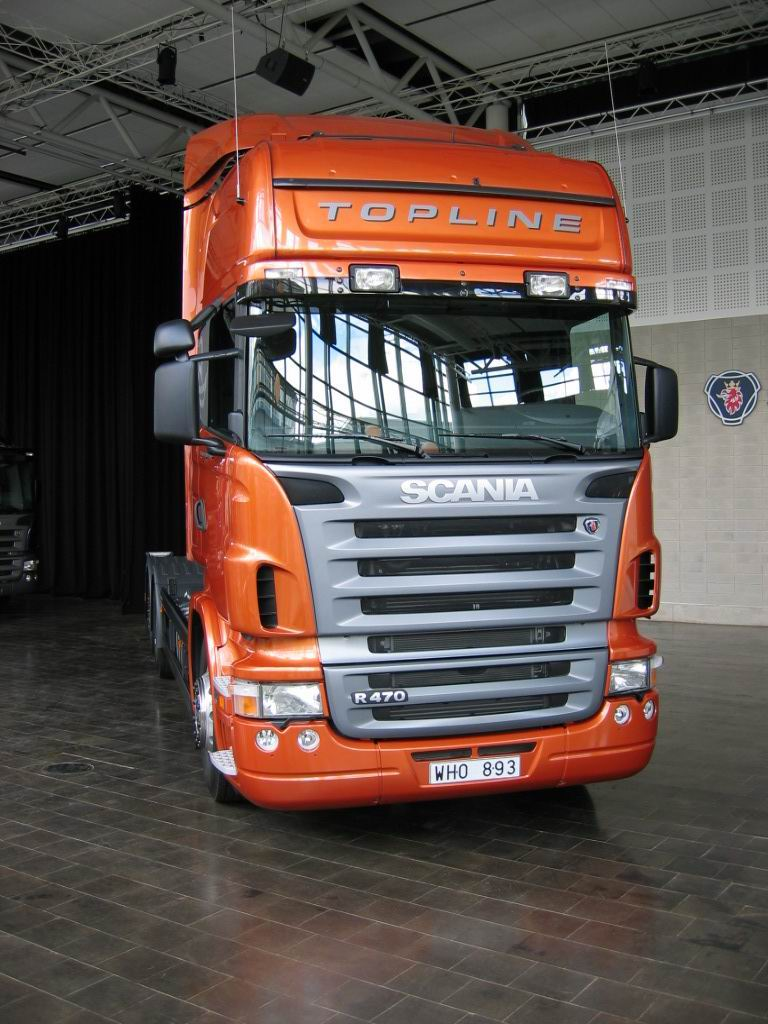
Scania met frontstuurcabine.
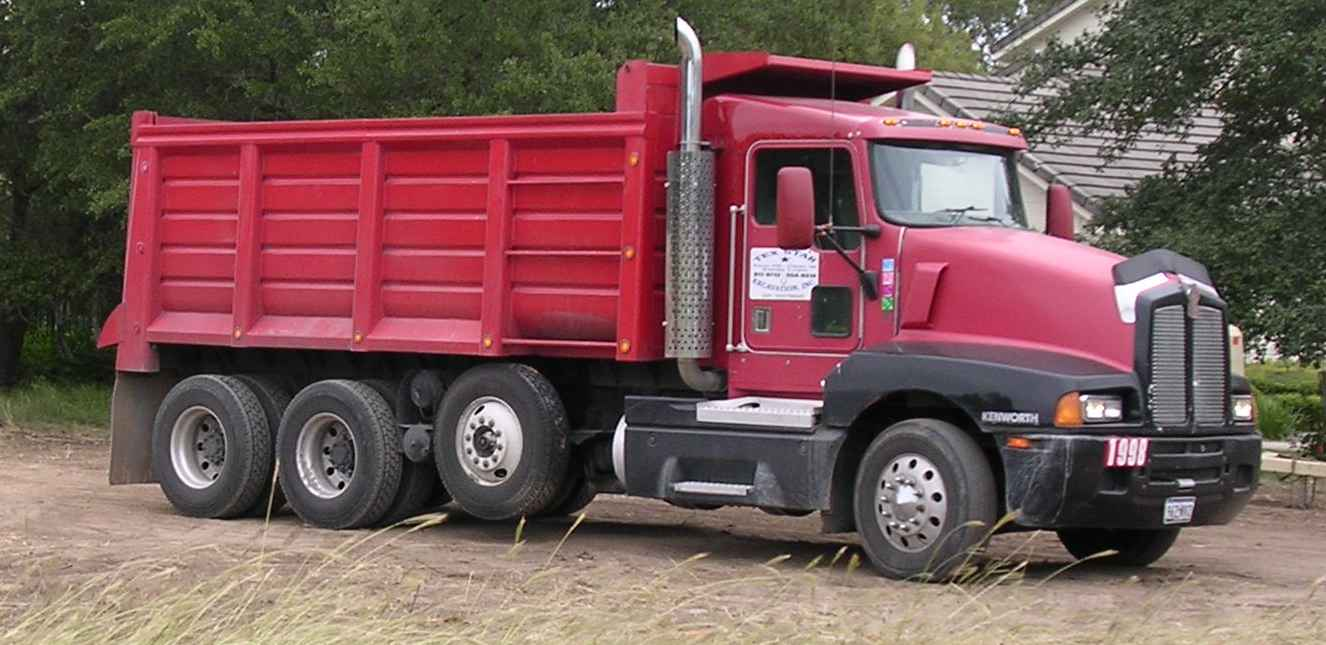
Kiepwagen met torpedocabine.

Sommige vrachtwagenchauffeurs hebben in de cabine veel apparatuur, zoals een magnetron, koffiezetapparaat of televisie. Soms is er ook een slaapgelegenheid. Bij een topsleeper heeft de cabine een verhoogd dak voor een slaapplaats.

## Geschiedenis
In de beginjaren van de vrachtauto was de bestuurdersplaats vergelijkbaar met die van een koetsier op de bok bij een koets of rijtuig. Terwijl de lading met een zeil droog werd afgedekt, had de bestuurder geen enkele bescherming tegen de weersomstandigheden.

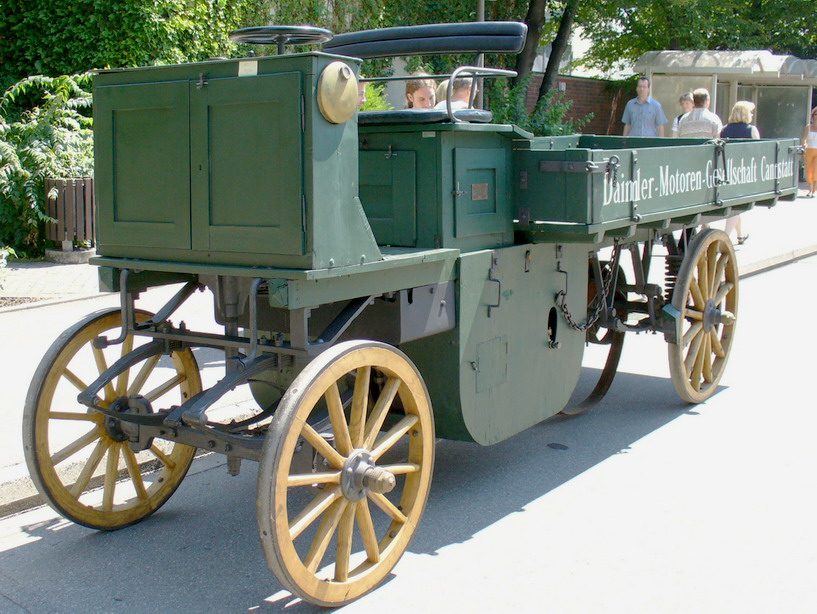
Een vrachtwagen van Daimler uit1896
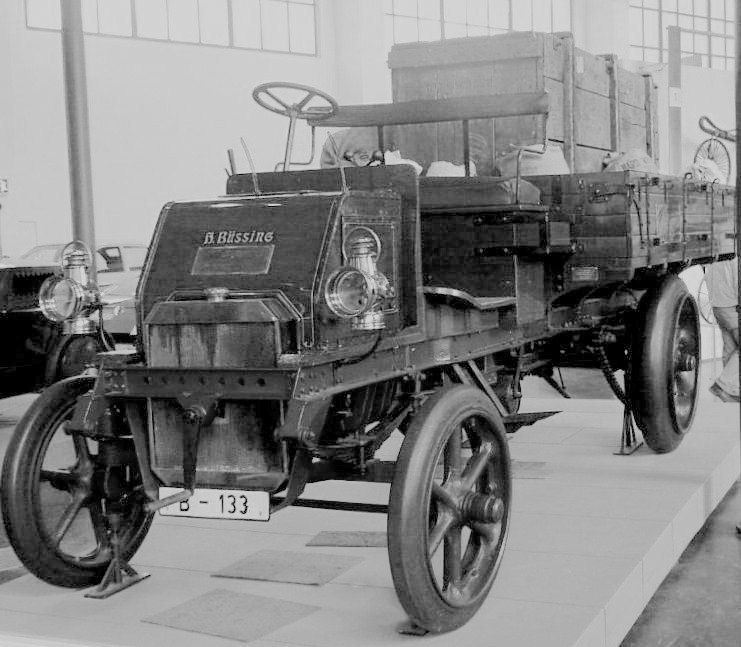
De eerste Büssing-vrachtwagen uit 1903
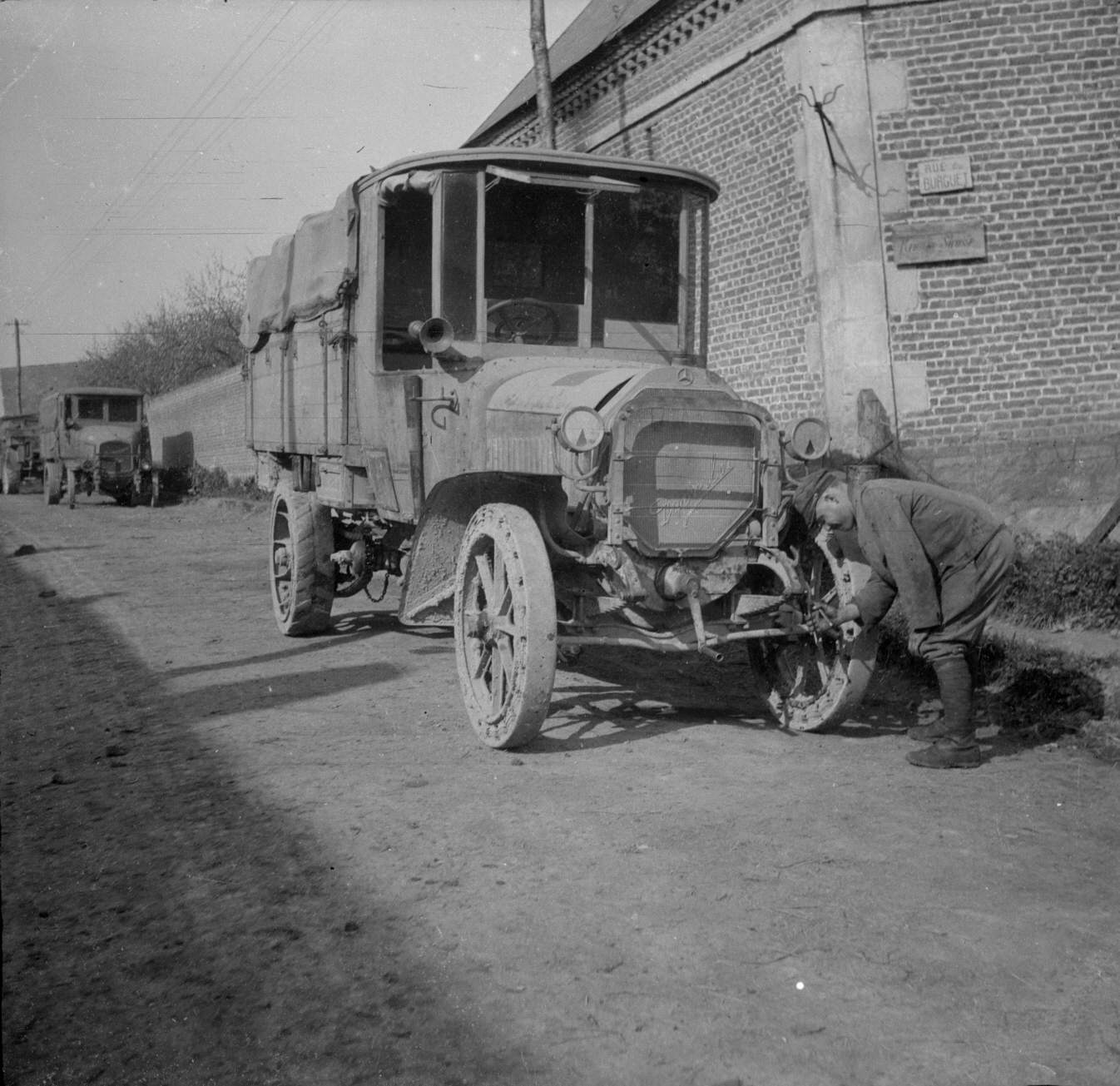
Daimler-vrachtwagencabine uit 1918, typisch voor die tijd